# Charlie Eitner
Gerhard 'Charlie' Eitner (Cottbus, 25 januari 1952) is een Duitse gitarist in de fusion-jazz.
Eitner begon in zijn geboortestad als rockmuzikant. In 1973 trok hij naar Oost Berlijn, waar hij aan de Hochschule für Musik Hanns Eisler studeerde. Tijdens zijn studie speelde hij in rock- en dansgroepen en werkte hij als studiomuzikant. Met Wolfgang Fiedler richtte hij in 1977 de groep "Fusion“ op. Van 1980 tot 1985 speelde hij in het trio Unit met Fiedler en Volker Schlott (CD in 1987), dat op een gegeven moment met de percussionist Mario Würzebesser werd uitgebreid. Verder speelde hij in de  "Blechband“ van Hannes Zerbe en richtte hij in 1984 zijn trio "Splash“ op, waarmee hij jazzrock ging spelen. Hij toerde met Dom Um Romão, met Christy Doran en met Brigeen Doran en trad op met Stu Goldberg, Christoph Spendel, Michael Clifton en Hans Hartmann. In toenemende mate is hij zich gaan concentreren op solo-concerten, waarbij hij ook akoestische gitaar speelt. Met Ron Randolf speelt hij in de East-West-Connection en hij vormt een duo met Topo Gioia. 